# Алазон

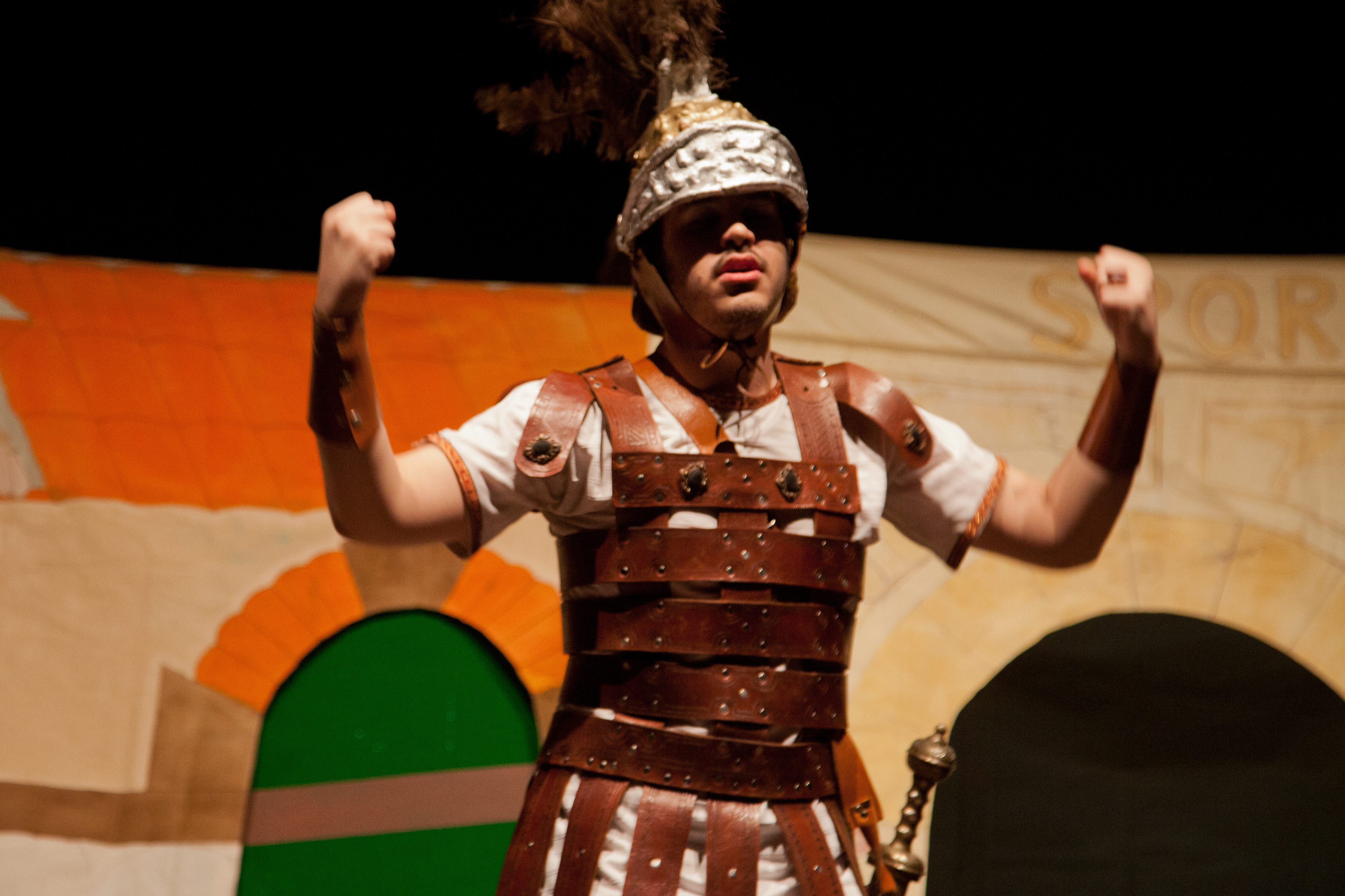
Главный герой Пиргополиник в пьесе Хвастливый воин (постановка 2012 года)

Алазон (др.-греч. ἀλαζών) — один из трёх стандартных персонажей комедийного театра Древней Греции, противник Эйрона. Алазон — самозванец, который считает себя более великим, чем он есть на самом деле. Сердитый отец (лат. senex iratus) и Хвастливый воин (лат. Miles Gloriosus) — это два типа алазона.

## Хвастливый воин
Хвастливый воин (лат. Miles Gloriosus) — стандартный персонаж комического театра Древнего Рима. Вариации этого персонажа появлялись в драме и художественной литературе. Персонаж происходит от алазона или «хвастуна» из греческой старой комедии (например, Аристофана). Термин «Хвастливый воин» иногда применяется в современном контексте для обозначения позёра и самообманывающегося хвастуна или хулигана.

### Литературные примеры
В комедии Плавта Хвастливый воин этот термин применяется к главному герою Пиргополинику, который открыто и часто хвастается своим предполагаемым величием, в то время как остальные персонажи симулируют свое восхищение им и тайно замышляют против него заговор. В мюзикле Стивена Сондхейма, Берта Шевелава и Ларри Гелбарта «Забавная вещь, случившаяся на пути к Форуму», фигурирует воин по имени Майлз Глориос.
Примером алазона у древнеримского комеографа Теренция является Трасо из комедии «Евнух», за которым повсюду следует льстец, исполняющий его желания. Как и Пиргополиник, Трасо богат и является соперником молодого человека в любви к куртизанке.
Другими примерами являются «рыцарь моды», испанец Армардо в «Бесплодных усилиях любви», у Шекспира—никчемный капитан Пароль в пьесе Все хорошо, что хорошо кончается и Фальстаф в Генрихе IV", часть 1 и часть 2 и в комедии Виндзорские насмешницы. Сэр Тофас из «Эндимиона» Джона Лили также соответствует этому типажу.
Также «Хвастливыми солдатами» являются — Барон Мюнхгаузен и Капитан из «Комедии дель арте».

### Другие области
В музыке примером хвастуна является роль Хари Яноша в исполнении Кодая.
В компьютерной игре The Elder Scrolls III: Morrowind присутствует неигровой персонаж по имени Майлз Глориосус, хвастающийся своими солдатскими достижениями.

## Сердитый отец
Сердитый отец (лат. senex iratus) — это комический архетипический персонаж, принадлежащий к группе алазонов и проявляющийся через свою ярость, угрозы, навязчивые идеи и доверчивость.
Его обычная задача — препятствовать любви героя и героини благодаря более высокому социальному положению и контролю над деньгами. В «Новой комедии» он часто был отцом героя и, следовательно, его соперником. Позже он чаще всего был отцом героини, настаивающим на её браке с плохим женихом. Так в шекспировской пьесе «Сон в летнюю ночь», алазон терпит неудачу, и поэтому пьеса представляет собой комедию, напротив в «Ромео и Джульетте», где он успешен, пьеса превращается в трагедию.
Ещё один пример — Панталоне в «Комедии дель арте».
В своей «Анатомии критики» Нортроп Фрай считал всех блокирующих юмор в комедии вариациями сердитого отца.